# Phyllodromica harzi
Phyllodromica harzi är en kackerlacksart som beskrevs av Chládek 1977. Phyllodromica harzi ingår i släktet Phyllodromica och familjen småkackerlackor. Inga underarter finns listade i Catalogue of Life.